# Хосе Родрігес Мартінес
Хосе Родрігес Мартінес (ісп. José Rodríguez Martínez, нар. 16 грудня 1994, Ла-Віла-Джойоза) — іспанський футболіст, півзахисник бельгійського клубу «Уніон Сент-Жілуаз».

## Клубна кар'єра
Народився 16 грудня 1994 року в місті Ла-Віла-Джойоза. Вихованець юнацьких команд футбольних клубів «Вільяхойоса», «Еркулес» та «Реал Мадрид». З 2012 року виступав за резервну команду «Реал Мадрид Кастілья», в якій провів два сезони, взявши участь у 60 матчах чемпіонату.
Жозе Моурінью вперше викликав молодого гравця до основної команди на матч Кубка Іспанії з «Алькояно» (4:1). У цьому матчі, який відбувся 30 жовтня 2012 року, він вийшов на заміну та забив третій гол своєї команди. У Прімері Хосе дебютував 1 грудня 2012 в матчі з «Атлетіко», а через три дні він став наймолодшим гравцем, який коли-небудь виходив на поле у складі «Реала» в Лізі чемпіонів (17 років і 354 дні), зігравши в матчі з «Аяксом».
Так і не пробившись до стартового складу «вершкових», у сезоні 2014/15 Хосе на правах оренди виступав за клуб «Депортіво», у складі якого зіграв 25 матчів у Ла Лізі та забив 2 голи.
31 липня 2015 року перейшов у стамбульський «Галатасарай». З командою того ж року здобув Суперкубок, а наступного і Кубок Туреччини, після чого 29 червня 2016 року став гравцем німецького клубу «Майнц 05» та підписав контракт на чотири роки. Під час свого дебютного матчу в Бундеслізі в грі з «Аугсбургом» (3:1) Родрігес був вилучений через п'ять хвилин після виходу на поле замість Жана-Філіпа Гбамена у додатковий час за грубу гру проти Домініка Кора. Згодом він був дискваліфікований на п'ять ігор федерацією. Через це іспанцю не вдалось закріпитись в основі німецького клубу і з початку 2017 року він грав на правах оренди за іспанську «Малагу», ізраїльський «Маккабі» (Тель-Авів) та нідерландську «Фортуну» (Сіттард), втім ніде також закріпитись не зумів і у серпні 2019 року його контракт із «Майнцом» було розірвано.
18 серпня 2019 року Родрігес повернувся в «Малагу», погодившись на трирічний контракт. Однак через фінансові проблеми клубу він не був зареєстрований на першу половину кампанії, а згодом 30 січня був відданий в оренду іншій команді іспанської Сегунди другого дивізіону «Фуенлабраді», де і дограв сезон.
8 вересня 2020 року після розірвання контракту з «Малагою», яка так і не змогла заявити гравця, він підписав дворічний контракт з футбольним клубом «Маккабі» (Хайфа) з ізраїльської Прем’єр-ліги. Через три дні, 13 вересня, він дебютував у команді, вийшовши на заміну в переможному матчі проти «Хапоеля» з Беер-Шеви (3:1). 3 березня 2021 року він забив вражаючий дебютний гол потужним ударом з дальньої дистанції у ворота «Хапоеля» з Тель-Авіва (2:1), який отримав звання «Голу сезону». Загалом він провів 56 ігор чемпіонату, 9 кубкових і 16 єврокубкових ігор за клуб із Хайфи до завершення контракту і в обох сезонах став з командою чемпіоном Ізраїлю.
12 серпня 2022 року іспанець перебрався до бельгійського клубу «Уніон Сент-Жілуаз», з яким підписав дворічний контракт.

## Виступи за збірні
2010 року дебютував у складі юнацької збірної Іспанії (U-17), за яку зіграв 5 ігор і забив 1 гол. Згодом з командою до 19 років взяв участь у юнацькому чемпіонаті Європи 2013 року в Литві, де був основним гравцем і зіграв у всіх чотирьох іграх. У півфіналі проти Франції Родрігес реалізував пенальті, втім його команда програла 1:2 і не вийшла до фіналу. Загалом на юнацькому рівні взяв участь у 14 іграх, відзначившись 2 забитими голами.
2015 року залучався до складу молодіжної збірної Іспанії. На молодіжному рівні зіграв у 6 офіційних матчах.

## Статистика виступів

### Статистика клубних виступів
Статистику оновлено станом на 21 жовтня 2018 року.
| Сезон                            | Команда                          | Чемпіонат                        | Чемпіонат | Чемпіонат | Національний кубок | Національний кубок | Національний кубок | Континентальні кубки | Континентальні кубки | Континентальні кубки | Інші змагання | Інші змагання | Інші змагання | Усього | Усього |
| Сезон                            | Команда                          | Ліга                             | Ігор      | Голів     | Ліга               | Ігор               | Голів              | Ліга                 | Ігор                 | Голів                | Ліга          | Ігор          | Голів         | Ігор   | Голів  |
| -------------------------------- | -------------------------------- | -------------------------------- | --------- | --------- | ------------------ | ------------------ | ------------------ | -------------------- | -------------------- | -------------------- | ------------- | ------------- | ------------- | ------ | ------ |
| 2012–13                          | «Реал Мадрид Кастілья»           | СД (ІІ)                          | 23        | 0         | -                  | -                  | -                  | -                    | -                    | -                    | -             | -             | -             | 23     | 0      |
| 2013–14                          | «Реал Мадрид Кастілья»           | СД (ІІ)                          | 37        | 4         | -                  | -                  | -                  | -                    | -                    | -                    | -             | -             | -             | 37     | 4      |
| Усього за «Реал Мадрид Кастілья» | Усього за «Реал Мадрид Кастілья» | Усього за «Реал Мадрид Кастілья» | 60        | 4         |                    | -                  | -                  |                      | -                    | -                    |               | -             | -             | 60     | 4      |
| 2012–13                          | «Реал Мадрид»                    | ПД                               | 1         | 0         | КІ                 | 2                  | 1                  | ЛЧ                   | 1                    | 0                    | СІ            | 0             | 0             | 4      | 1      |
| 2013–14                          | «Реал Мадрид»                    | ПД                               | 0         | 0         | КІ                 | 0                  | 0                  | ЛЧ                   | 0                    | 0                    | -             | -             | -             | 0      | 0      |
| Усього за «Реал Мадрид»          | Усього за «Реал Мадрид»          | Усього за «Реал Мадрид»          | 1         | 0         |                    | 2                  | 1                  |                      | 1                    | 0                    |               | -             | -             | 4      | 1      |
| 2014–15                          | «Депортіво»                      | ПД                               | 25        | 2         | КІ                 | 2                  | 0                  | -                    | -                    | -                    | -             | -             | -             | 27     | 2      |
| 2015–16                          | «Галатасарай»                    | СЛ                               | 14        | 0         | КТ                 | 6                  | 0                  | ЛЧ+ЛЄ                | 3+0                  | 0                    | СТ            | 0             | 0             | 23     | 0      |
| 2016-січ. 2017                   | «Майнц 05»                       | БЛ                               | 2         | 0         | КН                 | 2                  | 0                  | ЛЄ                   | 1                    | 0                    | -             | -             | -             | 5      | 0      |
| січ.-черв. 2017                  | «Малага»                         | ПД                               | 6         | 0         | КІ                 | 0                  | 0                  | -                    | -                    | -                    | -             | -             | -             | 6      | 0      |
| 2017–18                          | «Маккабі» (Тель-Авів)            | ПЛ                               | 14+5      | 2+0       | КІ+КЛ              | 1+2                | 0                  | ЛЄ                   | 0                    | 0                    | -             | -             | -             | 22     | 2      |
| 2018–19                          | «Фортуна» (Сіттард)              | ЕД                               | 6         | 2         | КН                 | 1                  | 0                  | -                    | -                    | -                    | -             | -             | -             | 7      | 2      |
| Усього за кар'єру                | Усього за кар'єру                | Усього за кар'єру                | 133       | 10        |                    | 16                 | 1                  |                      | 5                    | 0                    |               | -             | -             | 154    | 11     |

## Титули і досягнення

### Командні
- Володар Суперкубка Туреччини (1):

«Галатасарай»: 2015
- Володар Кубка Туреччини (1):

«Галатасарай»: 2015/16
- Чемпіон Ізраїлю (2):

«Маккабі» (Хайфа): 2020/21, 2021/22
- Володар Кубка Тото (2):

«Маккабі» (Тель-Авів): 2017/18
«Маккабі» (Хайфа): 2021
- Володар Кубка Ізраїлю (1):

«Маккабі» (Хайфа): 2021/22